# Liste des préfets des Pyrénées-Atlantiques
La loi du 28 pluviôse an VIII (17 février 1800) sur l'administration locale crée les préfectures et les préfets. Le chef-lieu du département des Basses-Pyrénées est Pau depuis 1796. Dans ce département, devenu Pyrénées-Atlantiques en 1969, 75 préfets se succèdent entre 1800 et 2018.

## La villa préfectorale
Le préfet a comme résidence la villa Sainte-Hélène, appelée couramment « villa préfectorale ». Elle est située avenue Norman-Prince, à l'est de Pau.
Pendant la seconde moitié du XIXe siècle Pau est une station climatique réputée, fréquentée d'abord par des curistes britanniques. En 1843 un écossais, le docteur Alexander Taylor publie De l'influence curative du climat de Pau et des eaux minérales des Pyrénées sur les maladies. Pau devient une destination prisée par les étrangers, principalement britanniques et américains qui viennent y passer l'hiver ou même s'y fixer. Ils vont construire de luxueuses villas entourées de vastes parcs.
La villa Sainte-Hélène est construite à partir de 1868 pour le baron de Longueil dans un domaine de sept hectares. Un banquier américain, Frederick Henry Prince, l'achète en 1910.

## Liste chronologique des préfets
La liste est divisée suivant les différents régimes politiques de la France ; les préfets ne changeant pas forcément lors d'une modification de régime, ceux qui se situent à la charnière de deux régimes sont listés deux fois.

### Premier Empire
| Début         | Fin           | Nom                                      | Fonction précédente | Observations |
| ------------- | ------------- | ---------------------------------------- | --- | --- |
| 2 mars 1800   | 4 mars 1801   | Jacques-Nicolas Guinebaud de Saint-Mesme | Négociant, Juge-Consul (1776), Député du Tiers-État de la sénéchaussée de Nantes aux États généraux de 1789                                                                        | Nommé Commissaire général des relations commerciales des côtes d'Espagne, puis le 11 brumaire an X à Oporto (meurt en fonction onze ans plus tard)                                |
| 4 mars 1801   | 13 avril 1802 | Emmanuel de Serviez                      | Général de brigade | Député des Basses-Pyrénées au Corps législatif (1802, meurt avant la fin de la législature)                                                                                       |
| 13 avril 1802 | 10 août 1810  | Boniface de Castellane-Novejean          | Colonel du régiment de chasseurs à cheval du Hainaut, Député de la noblesse du bailliage de Châteauneuf-en-Thymerais aux États généraux de 1789, Député à l'Assemblée constituante | Maître des requêtes Pair de France (17 août 1815) |
| 10 août 1810  | 10 juin 1814  | Charles-Achille de Vanssay               | Auditeur au Conseil d'État Sous-préfet de Château-Gontier (1807) | Pendant les (Cent-Jours), il refuse les nominations de préfet de Vaucluse, de la Haute-Vienne et de la Mayenne (Cent-Jours) ; nommé à la Seconde Restauration préfet de la Manche |

### Première Restauration
| Début        | Fin          | Nom                  | Fonction précédente                                                                                | Observations                                                    |
| ------------ | ------------ | -------------------- | -------------------------------------------------------------------------------------------------- | --------------------------------------------------------------- |
| 10 juin 1814 | 22 mars 1815 | Pierre d'Antin d'Ars | Commissaire du Roi à l'organisation du gouvernement dans les Landes, les Basses et Hautes-Pyrénées | Devient député des Landes à la Chambre introuvable (1815-1816). |

### Cent-Jours
| Début        | Fin             | Nom                  | Fonction précédente                                                                    | Observations |
| ------------ | --------------- | -------------------- | -------------------------------------------------------------------------------------- | --- |
| 22 mars 1815 | 14 juillet 1815 | Georges Combe-Sieyès | Banquier, Auditeur au Conseil d'État, Intendant impérial de la principauté de Bayreuth | (père du préfet Emmanuel Combe-Sieyès) Exil volontaire en Belgique Pendant la monarchie de Juillet préfet du Tarn (1831) et de l'Aube |

### Seconde Restauration
| Début           | Fin             | Nom                                  | Fonction précédente                                                                                | Observations |
| --------------- | --------------- | ------------------------------------ | -------------------------------------------------------------------------------------------------- | --- |
| 14 juillet 1815 | 16 février 1817 | Antoine Maurice Apollinaire d'Argout | Maître des requêtes au conseil d'État                                                              | Nommé préfet du Gard. Sera ministre.                                                                                            |
| 26 février 1817 | 4 août 1830     | Jean Gabriel Dessolle                | Préfet de l'Indre entre 1814 et 1817 ; il quitte volontairement cette poste pendant les Cent-Jours | Après 13 ans en poste, il démissionne volontairement à la Révolution de 1830, mais reste Maître des requêtes au conseil d'État. |

### Monarchie de Juillet
| Début           | Fin             | Nom                                 | Fonction précédente                   | Observations                                  |
| --------------- | --------------- | ----------------------------------- | ------------------------------------- | --------------------------------------------- |
| 19 août 1830    | 12 juin 1832    | Christophe Paul de Beaumont         | Préfet du Doubs                       | À la retraite                                 |
| 12 juin 1832    | 27 avril 1837   | Pierre Thomas Le Roy de Boisaumarié | Préfet d'Ille-et-Vilaine              | Mort en fonction                              |
| 23 juillet 1837 | 27 février 1842 | Napoléon Joseph Léon Duchâtel       | Député de la Charente-Inférieure      | Nommé préfet de la Haute-Garonne              |
| 27 février 1842 | 28 février 1848 | Jules Azevedo                       | Maître des requêtes au conseil d'État | Démissionne à la Révolution française de 1848 |

### Deuxième République
| Début             | Fin               | Nom                          | Fonction précédente                                                                   | Observations |
| ----------------- | ----------------- | ---------------------------- | ------------------------------------------------------------------------------------- | --- |
| 1er mars 1848     | 29 avril 1848     | Joseph Nogué                 |                                                                                       | (1re période) (Commissaire du gouvernement) Élu représentant des Basses-Pyrénées Sera en 1870 préfet des Basses-Pyrénées. |
| 14 mars 1848      | 19 août 1848      | Louis Landrin-Delamarre      |                                                                                       | (Commissaire du gouvernement, puis préfet) Nommé inspecteur des halles et marchés de Paris                                |
| 19 août 1848      | 17 septembre 1848 | Pierre Orens Gustave Vergers | Préfet des Pyrénées-Orientales                                                        | Nommé préfet de l'Aude |
| 21 septembre 1848 | 26 novembre 1851  | Jules Cambacérès             | Ingénieur en chef des ponts et chaussées, chef de service au ministère de l'intérieur | Nommé Secrétaire général du ministère de la police générale, puis préfet du Haut-Rhin                                     |

### Second Empire
| Début            | Fin              | Nom                       | Fonction précédente                                          | Observations                |
| ---------------- | ---------------- | ------------------------- | ------------------------------------------------------------ | --------------------------- |
| 26 novembre 1851 | 21 juin 1854     | Adolphe Fournier          | Préfet du Cantal                                             | En disponibilité            |
| 21 juin 1854     | 20 juillet 1857  | Armand Laity              | Officier d'ordonnance du prince président de la République   | Nommé Senateur.             |
| 20 juillet 1857  | 1er février 1862 | Joseph Pron               | Préfet de la Sarthe                                          | Nommé préfet de la Manche   |
| 1er février 1862 | 30 janvier 1869  | Louis Guillome d'Auribeau | Préfet de la Haute-Vienne; (Préfet de la Manche, sans suite) | Nommé préfet de la Somme    |
| 30 janvier 1869  | 26 novembre 1869 | Jean-Baptiste Boffinton   | Préfet du Gard                                               | Nommé préfet de la Dordogne |
| 1869             | 6 septembre 1870 | Charles Le Masson         | Préfet de la Charente-Inférieure                             | À la retraite               |

### Troisième République
| Début             | Fin               | Nom                                                             | Fonction précédente                                                                                         | Observations                                                              |
| ----------------- | ----------------- | --------------------------------------------------------------- | --- | ------------------------------------------------------------------------- |
| 6 septembre 1870  | 9 janvier 1871    | Joseph Nogué                                                    | A été Commissaire du gouvernement en 1848                                                                   | 2e période)                                                               |
| 9 janvier 1871    | 17 février 1871   | Anatole de La Forge                                             | Journaliste, Préfet de l'Aisne en septembre 1870), puis vice-président du camp de Bordeaux en janvier 1871) | Retourne au journalisme. Sera député dès 1881                             |
| 2 avril 1871      | 21 mars 1876      | Jean de Nadaillac (Jean-François-Albert du Pouget de Nadaillac) | Officier, maire de Saint-Jean-Froidmentel                                                                   | Nommé préfet d'Indre-et-Loire                                             |
| 13 avril 1876     | 3 juillet         | Auguste de Vaufreland                                           | Préfet de la Marne                                                                                          | Nommé administrateur de la Compagnie des chemins de fer de l'Ouest        |
| 3 juillet 1877    | 19 décembre 1877  | Louis Remacle                                                   | Sous-préfet de Bayonne                                                                                      | Relevé de ses fonctions. Redacteur au Gaulois                             |
| 19 décembre 1877  | 15 mars 1879      | Georges de Roquette-Buisson                                     | Secrétaire-général des Basses-Pyrénées                                                                      | Nommé Trésorier-payeur général de Loir-et-Cher                            |
| 23 mars 1879      | 22 octobre 1880   | Olivier d'Ormesson                                              | Préfet de l'Allier                                                                                          | En disponibilité sur sa demande. Aura une carrière de diplomate.          |
| 17 novembre 1880  | 15 novembre 1883  | Elie Paul Laurens                                               | Préfet des Hautes-Pyrénées                                                                                  | Nommé directeur général des forêts, puis devient préfet de Seine-et-Oise  |
| 29 novembre 1883  | 18 juillet 1885   | Maurice Robert de Massy                                         | Préfet de l'Orne                                                                                            | En non-activité. Sera Trésorier-payer général à partir de fin 1887 à 1907 |
| 18 juillet 1885   | 29 septembre 1892 | Jules Deffès                                                    | Préfet des Pyrénées-Orientales                                                                              | Nommé préfet des Bouches-du-Rhône                                         |
| 29 septembre 1892 | 22 mai 1896       | Henri Paul                                                      | Préfet d'Alger                                                                                              | Nommé préfet de l'Oise                                                    |
| 22 mai 1896       | 24 septembre 1900 | Ernest Doux                                                     | Préfet de la Corrèze                                                                                        | Nommé receveur-percepteur du 3e arrondissement de Paris                   |
| 24 septembre 1900 | 4 août 1903       | Georges Francière                                               | Préfet des Hautes-Pyrénées                                                                                  | Mort en fonction                                                          |
| 7 septembre 1903  | 30 juin 1906      | Ambroise Gilbert                                                | Préfet de la Marne                                                                                          | Nommé préfet de Seine-et-Marne                                            |
| 30 juin 1906      | 10 juin 1909      | Élisée Becq                                                     | Préfet du Cher                                                                                              | Nommé préfet du Puy-de-Dôme                                               |
| 10 juin 1909      | 12 novembre 1917  | Antoine Coggia                                                  | Préfet des Hautes-Pyrénées                                                                                  | Nommé préfet du Finistère                                                 |
| 15 décembre 1917  | 19 novembre 1918  | Paul Jules Émile Second                                         | Préfet du Finistère                                                                                         | Nommé préfet de Meurthe-et-Moselle                                        |
| 21 novembre 1918  | 16 février 1921   | Marcel Maupoil                                                  | Préfet du Finistère maintenu aux armées                                                                     | Nommé préfet d'Ille-et-Vilaine                                            |
| 16 février 1921   | 20 août 1924      | Georges Garipuy                                                 | Préfet d'Eure-et-Loir                                                                                       | Nommé préfet de Seine-et-Marne                                            |
| 28 août 1924      | 22 septembre 1934 | Robert Mireur                                                   | Préfet des Vosges                                                                                           | À la retraite                                                             |
| 22 septembre 1934 | 31 mai 1938       | Maurice Mathieu                                                 | Préfet des Vosges                                                                                           | Nommé préfet de l'Oise                                                    |
| 31 mai 1938       | 6 juin 1939       | Jean Surchamp                                                   | Préfet de la Côte-d'Or                                                                                      | Nommé préfet de l'Isère                                                   |
| 6 juin 1939       | 17 septembre 1940 | Angelo Chiappe                                                  | Préfet de la Manche                                                                                         | Nommé préfet du Gard                                                      |

### Seconde Guerre mondiale
| Début             | Fin             | Nom            | Fonction précédente                                                                           | Observations                                                                 |
| ----------------- | --------------- | -------------- | --------------------------------------------------------------------------------------------- | ---------------------------------------------------------------------------- |
| 17 septembre 1940 | 24 octobre 1942 | Émile Ducommun | Directeur du personnel, du matériel et du contentieux, puis nommé préfet du Var, non-installé | Nommé préfet hors cadre                                                      |
| 24 octobre 1942   | 12 juin 1944    | Paul Grimaud   | Préfet du Morbihan                                                                            | Arrêté par les Allemands, déporté à Dachau. Nommé en 1946 préfet de la Marne |

### Gouvernement provisoire de la République française
| Début            | Fin            | Nom         | Fonction précédente                                                                                    | Observations                     |
| ---------------- | -------------- | ----------- | --- | -------------------------------- |
| 18 novembre 1944 | 4 janvier 1946 | Jean Baylot | En 1943 préfet (de la libération) sans affectation, désigné en mars 1944 pour les Pyrénées-Atlantiques | Nommé préfet de la Haute-Garonne |

### Quatrième République
| Début          | Fin            | Nom                | Fonction précédente                                                                      | Observations |
| -------------- | -------------- | ------------------ | ---------------------------------------------------------------------------------------- | --- |
| 4 janvier 1946 | 24 avril 1948  | Roger Moris        | Préfet de la Corse, puis à la disposition du haut commissaire de France pour l'Indochine | Nommé préfet de la Loire                                                                                           |
| 16 juin 1948   | 4 janvier 1957 | Gabriel Delaunay   | Préfet du Puy-de-Dôme                                                                    | Détaché en qualité de directeur général de la radiodiffusion-télévision française, puis nommé préfet de la Gironde |
| 19 mars 1957   | continuation   | Jean-Émile Reymond | Préfet de l'Oise                                                                         | (reste en fonction)                                                                                                |

### Cinquième République
| Début             | Fin               | Nom                      | Fonction précédente                                                        | Observations |
| ----------------- | ----------------- | ------------------------ | -------------------------------------------------------------------------- | --- |
| continuation      | 18 avril 1960     | Jean-Émile Reymond       | (est resté en fonction)                                                    | Nommé directeur général des collectivités locales                                                                      |
| 18 mai 1960       | 8 septembre 1961  | Jean Wolff               | Préfet de la Vendée                                                        | Nommé préfet de la Charente                                                                                            |
| 8 septembre 1961  | 10 janvier 1962   | Maurice Causeret         | Préfet de la Charente                                                      | Nommé conseiller technique au cabinet du ministre de la construction Pierre Sudreau                                    |
| 10 janvier 1962   | 14 mars 1964      | Marcel Diebolt           | Secrétaire général de la Seine                                             | Nommé préfet de la région Auvergne et du Puy-de-Dôme                                                                   |
| 14 mars 1964      | 6 décembre 1967   | Pierre Doueil            | Conseiller technique au cabinet du Premier ministre Georges Pompidou       | Nommé préfet de la région Poitou-Charentes et de la Vienne                                                             |
| 6 décembre 1967   | 14 juin 1973      | Gabriel Gilly            | Préfet de la Savoie                                                        | Nommé directeur général de l'administration et du financement du ministère de l'agriculture et du développement rural. |
| 14 juin 1973      | 22 juillet        | Jean Cérez               | Préfet de la Haute-Saône                                                   | Nommé préfet hors cadre                                                                                                |
| 22 juillet 1974   | 27 avril 1978     | Jean Monfraix            | Préfet de la Haute-Marne                                                   | Nommé préfet hors cadre                                                                                                |
| 27 avril 1978     | 16 juillet 1981   | Paul Noirot-Cosson       | Préfet de la Martinique                                                    | Nommé haut-commissaire de la République en Polynésie française                                                         |
| 16 juillet 1981   | 22 juin 1983      | Christian Dablanc        | Directeur de l'administration pénitentiaire au du ministère de la justice  | Nommé préfet de la région Poitou-Charentes et préfet de la Vienne                                                      |
| 22 juin 1983      | 6 août 1985       | Bernard Landouzy         | Préfet de la Haute-Marne                                                   | Nommé préfet de la région Corse et de la Corse du Sud                                                                  |
| 6 août 1985       | 17 novembre 1987  | Clément Bouhin           | Préfet des Vosges                                                          | Nommé haut-commissaire de la République en Nouvelle-Calédonie                                                          |
| 14 décembre 1987  | 8 octobre 1990    | Michel Desmet            | Préfet d'Indre-et-Loire                                                    | Nommé préfet de Maine-et-Loire                                                                                         |
| 8 octobre 1990    | 24 juin 1993      | Jacques Andrieu          | Préfet des Vosges                                                          | Nommé préfet de Meurthe-et-Moselle                                                                                     |
| 24 juin 1993      | 23 mai 1996       | Jean-François Denis      | Préfet du Jura                                                             | Nommé directeur de la sécurité civile au ministère de l'intérieur                                                      |
| 23 mai 1996       | 18 juillet 1999   | Gilles Bouilhaguet       | Préfet de la Sarthe                                                        | Nommé préfet du Morbihan                                                                                               |
| 15 juillet 1999   | 17 mai 2002       | André Viau               | Préfet de l'Yonne                                                          | Nommé conseiller pour les affaires intérieures et l'outre-merau cabinet du Premier ministre                            |
| 25 juin 2002      | 18 janvier 2004   | Pierre Dartout           | Préfet de la Drôme                                                         | Nommé préfet du Var |
| 18 janvier 2004   | 1er juillet 2005  | Philippe Grégoire        | Préfet de la Manche                                                        | Nommé préfet de l'Oise                                                                                                 |
| 29 juin 2005      | 28 juin 2008      | Marc Cabane              | Préfet d'Eure-et-Loir                                                      | Nommé préfet de Maine-et-Loire                                                                                         |
| 28 juin 2008      | 26 novembre 2010  | Philippe Rey             | Préfet des Côtes-d'Armor                                                   | Nommé inspecteur général en service extraordinaire à l'inspection générale de l'administration                         |
| 26 novembre 2010  | 12 janvier 2012   | François-Xavier Ceccaldi | Préfet de la Drôme                                                         | Nommé préfet au Conseil supérieur de l'appui territorial et de l'évaluation (CSATE)                                    |
| 12 janvier 2012   | 23 août 2013      | Lionel Beffre            | Préfet d'Eure-et-Loir                                                      | Nommé haut-commissaire de la République en Polynésie française                                                         |
| 30 août 2013      | 9 septembre 2016  | Pierre-André Durand      | Préfet de la Drôme                                                         | Nommé préfet de la Seine-Saint-Denis                                                                                   |
| 19 septembre 2016 | 3 août 2017       | Éric Morvan              | Directeur adjoint de cabinet de Bernard Cazeneuve, ministre de l'intérieur | Nommé directeur général de la police nationale                                                                         |
| 28 août 2017      | 30 janvier 2019   | Gilbert Payet            | Préfet de Saône-et-Loire                                                   | Admission à la retraite                                                                                                |
| 30 janvier 2019   | 22 septembre 2022 | Éric Spitz               | Préfet de la Drôme                                                         | |
| 5 octobre 2022    | 6 novembre 2024   | Julien Charles           | Préfet de Saône-et-Loire                                                   | Nommé préfet de la Seine-Saint-Denis                                                                                   |
| 6 novembre 2024   | En cours          | Jean-Marie Girier        | Préfet de la Vienne                                                        | |

### Sources
- Liste des préfets de 1800 à nos jours, sur le site de la Préfecture des Pyrénées-Atlantiques
- Michel Desmet, Inauguration du mémorial des préfets, in Revue de Pau et du Béarn no 17, 1990, p. 303